# Турија (Средоземно море)
Турија (шп. Turia) је река у Шпанији. Дуга је 280 km. Извире у Muela de San Juan, а улива се у Средоземно море код Валенсије. 